# Annie Fischerová
Annie Fischerová (5. července 1914 Budapešť – 10. dubna 1995 Budapešť) byla klavíristka původem z Maďarska.

## Život
Annie Fischerová studovala Hudební akademii Franze Liszta v Budapešti u Ernő Dohnányiho. V roce 1933 vyhrála Mezinárodní klavírní soutěž Franze Liszta v Budapešti. Během své hudební kariéry vystupovala především v Evropě a Austrálii, i když v posledních letech svého života vystupovala také dvakrát v USA. Provdala se za vlivného kritika a muzikologa (a později ředitele budapešťské opery) Aladára Tótha. Fischerová uprchla se svým manželem do Švédska v roce 1940 poté, co se Maďarsko během druhé světové války připojilo k mocnostem Osy. Po válce, v roce 1946, se vrátili do Budapešti.